# Koriajma
Koriajma - Коряжма (rus) - és una ciutat de l'óblast d'Arkhànguelsk,a Rússia. Està situada a la riba dreta del riu Vítxegda, 30 quilòmetres a l'est de Kotlas.

## Història
El 1535 es va fundar el monestir Koryazhemsky Nikolaevsky a la desembocadura de la Bolshaya Koryazhemka (d'aquí el nom). Després de la Revolució d'Octubre de 1917, el monestir va ser abolit i els territoris que abans pertanyien al monestir es van destinar a l'agricultura. L'any 1953 es va iniciar la construcció d'un gran molí paperer i l'any 1954 es van construir les primeres cases de maó. El 1957, l'assentament al voltant de la fàbrica paperera va ser designat oficialment com l'assentament de tipus urbà de Koryazhma. La fàbrica de paper va començar a funcionar el 1961. El 1975, la població de Koryazhma era de 42 milers. El 15 d'agost de 1985, Koryazhma va obtenir els drets de la ciutat i es va convertir en la ciutat d'importància oblast.

## Galeria d'imatges

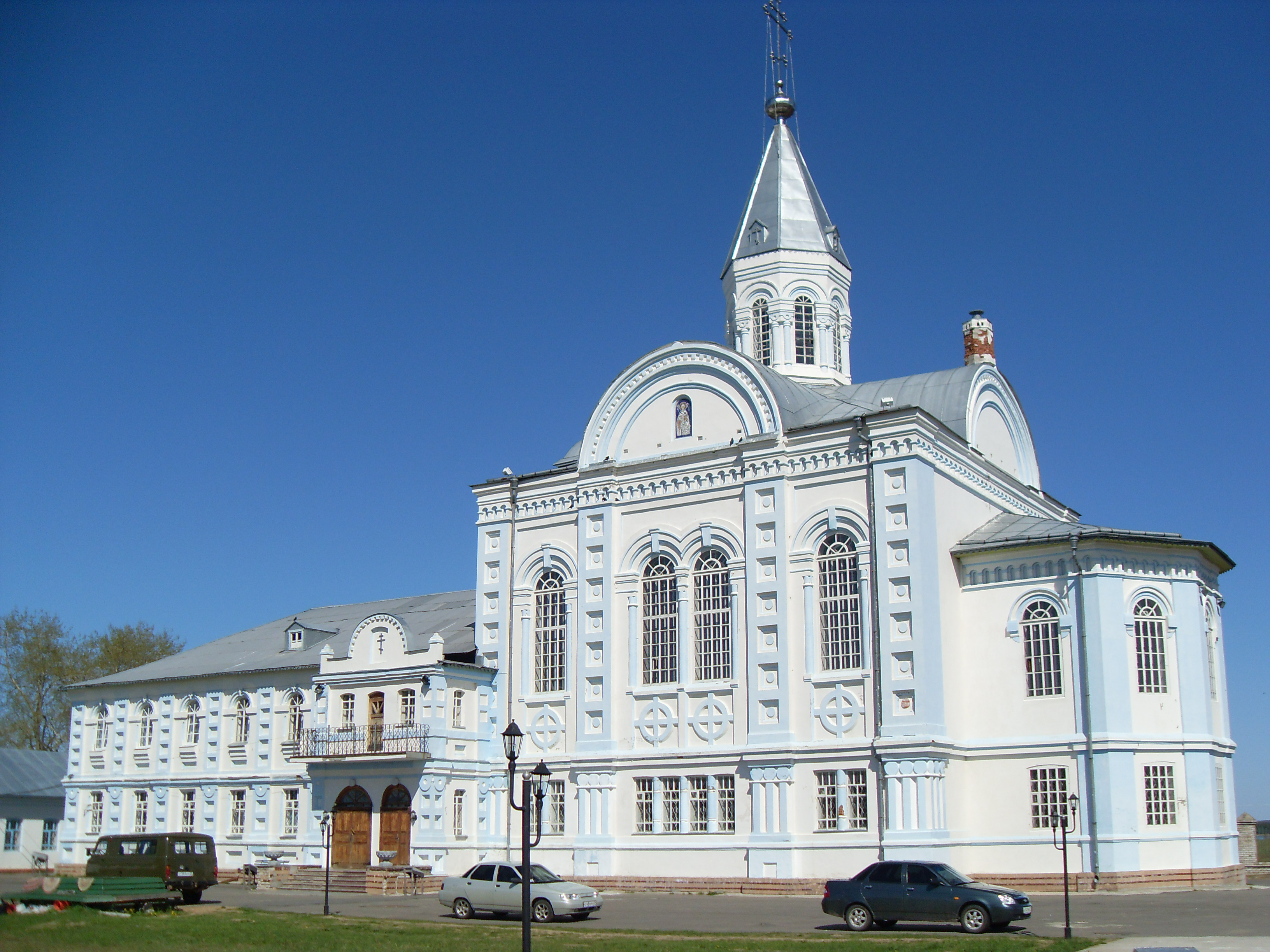
Església
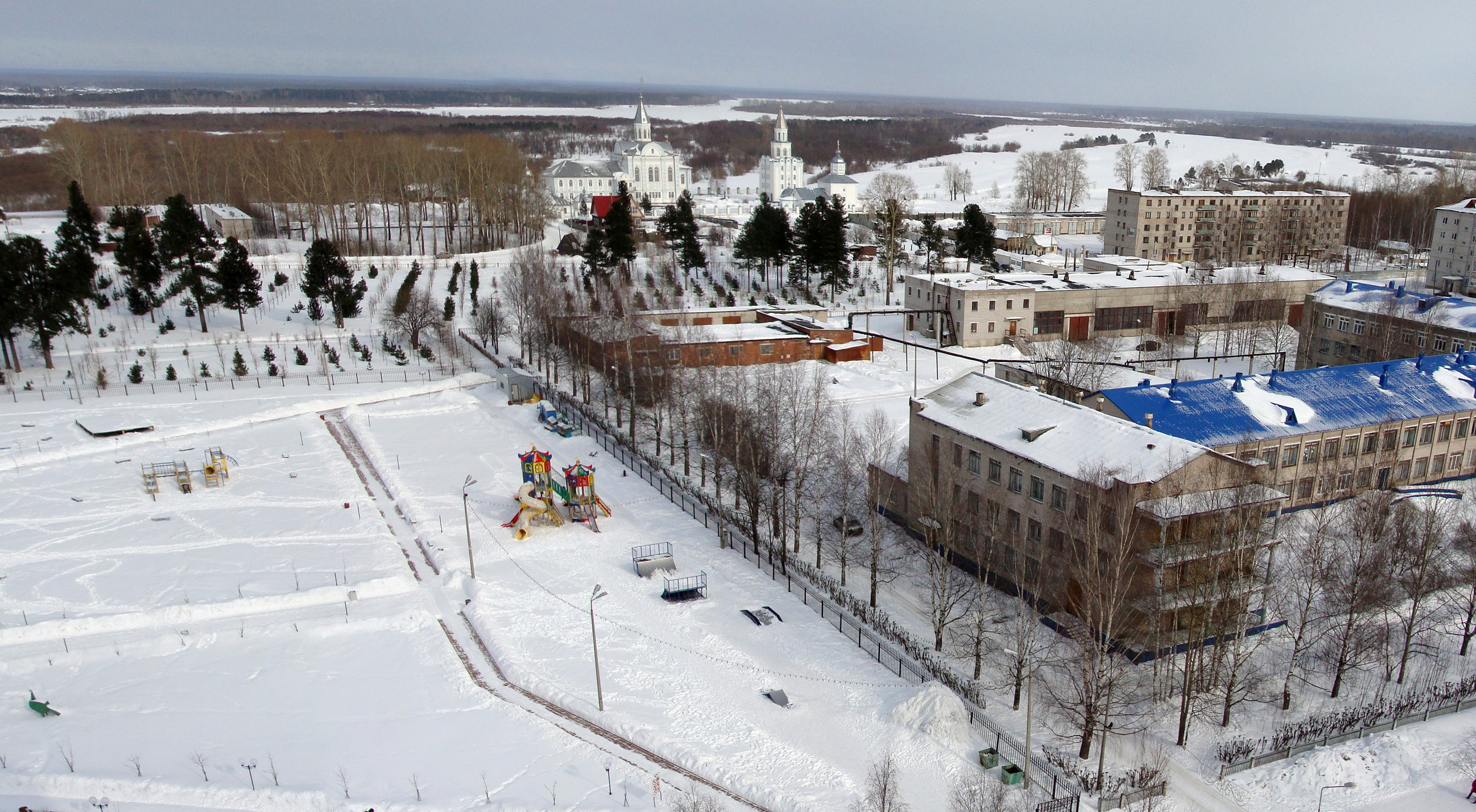
Vista de Koriajma
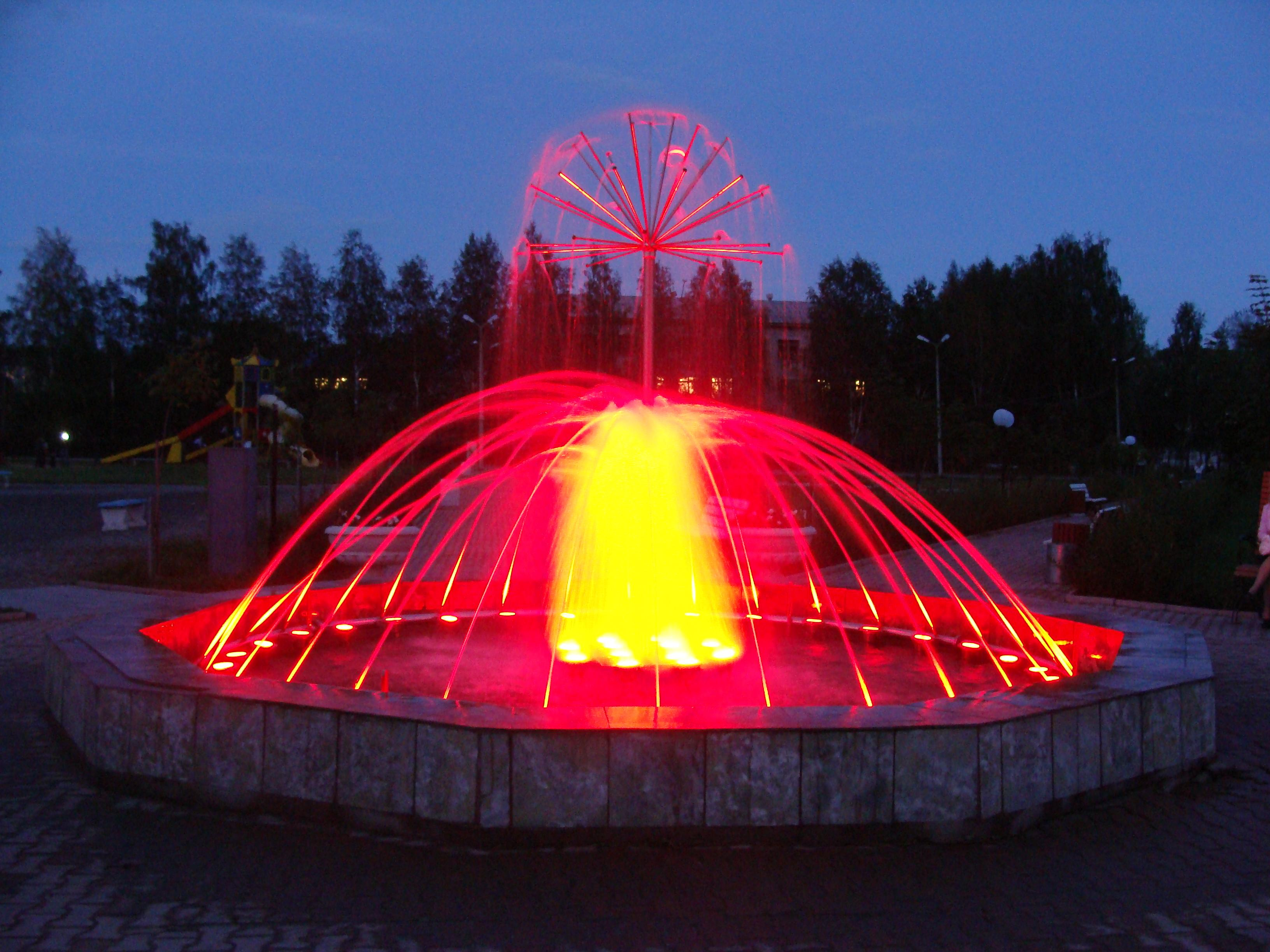
Font